# NGC 7512
NGC 7512 is een elliptisch sterrenstelsel in het sterrenbeeld Pegasus. Het hemelobject werd op 28 september 1878 ontdekt door de Franse astronoom Édouard Jean-Marie Stephan.

## Synoniemen
- UGC 12414
- MCG 5-54-46
- ZWG 496.54
- PGC 70683